# Maxwel Cornet
Gnaly Maxwell Cornet (Bregbo, 27 september 1996) is een Frans-Ivoriaans voetballer die doorgaans als aanvaller speelt. Hij verruilde Olympique Lyon in augustus 2021 voor Burnley. Cornet debuteerde in 2017 in het Ivoriaans voetbalelftal.

## Clubcarrière
Cornet komt uit de jeugdopleiding van FC Metz. Hij debuteerde in het eerste elftal op 6 januari 2013 onder Albert Cartier in de Coupe de France, tegen OGC Nice. Hij viel na 64 minuten in voor Moussa Gueye. Nice won de wedstrijd in de verlengingen na twee doelpunten van Valentin Eysseric. Cornet was op dat moment 16 jaar, 3 maanden en 9 dagen oud. In zijn eerste seizoen speelde hij negen competitiewedstrijden voor FC Metz, waarin hij eenmaal wist te scoren. In januari 2015 transfereerde Cornet voor een bedrag van € 2.650.000,- naar Olympique Lyonnais. Hij maakte zijn debuut voor de club op 25 januari 2015 in een competitiewedstrijd tegen zijn oude ploeg Metz. Zijn eerste goal maakte hij in oktober 2015 tegen Toulouse FC. In augustus 2021 betaalde Burnley FC € 15.000.000,- voor de diensten van Cornet.

## Clubstatistieken
| Seizoen        | Club            | Competitie     | Competitie | Competitie | Beker | Beker | Internationaal | Internationaal | Totaal | Totaal |
| Seizoen        | Club            | Competitie     | Wed.       | Dlp.       | Wed.  | Dlp.  | Wed.           | Dlp.           | Wed.   | Dlp.   |
| -------------- | --------------- | -------------- | ---------- | ---------- | ----- | ----- | -------------- | -------------- | ------ | ------ |
| 2012/13        | FC Metz         | National       | 9          | 1          | 2     | 0     | —              | —              | 11     | 1      |
| 2013/14        | FC Metz         | Ligue 2        | 14         | 0          | 2     | 0     | —              | —              | 16     | 0      |
| 2014/15        | Olympique Lyon  | Ligue 1        | 4          | 0          | 0     | 0     | 0              | 0              | 4      | 0      |
| 2015/16        | Olympique Lyon  | Ligue 1        | 31         | 8          | 5     | 3     | 4              | 1              | 40     | 12     |
| 2016/17        | Olympique Lyon  | Ligue 1        | 33         | 6          | 4     | 2     | 14             | 2              | 51     | 10     |
| 2017/18        | Olympique Lyon  | Ligue 1        | 30         | 4          | 5     | 2     | 8              | 1              | 43     | 7      |
| 2018/19        | Olympique Lyon  | Ligue 1        | 27         | 7          | 4     | 2     | 5              | 3              | 36     | 12     |
| 2019/20        | Olympique Lyon  | Ligue 1        | 22         | 4          | 8     | 1     | 8              | 1              | 38     | 6      |
| 2020/21        | Olympique Lyon  | Ligue 1        | 36         | 2          | 3     | 2     | —              | —              | 39     | 4      |
| 2021/22        | Olympique Lyon  | Ligue 1        | 1          | 0          | 0     | 0     | —              | —              | 1      | 0      |
| 2021/22        | Burnley         | Premier League | 26         | 9          | 2     | 0     | —              | —              | 28     | 9      |
| 2022/23        | West Ham United | Premier League | 14         | 0          | 0     | 0     | 7              | 0              | 21     | 0      |
| 2023/24        | West Ham United | Premier League | 7          | 1          | 3     | 0     | 6              | 0              | 16     | 1      |
| Carrièretotaal | Carrièretotaal  | Carrièretotaal | 254        | 42         | 38    | 12    | 52             | 8              | 344    | 62     |

Bijgewerkt op 14 augustus 2024.

## Interlandcarrière
Cornet kwam uit voor Frankrijk –16, –17, –18, –19, –20 en –21. Hij debuteerde op 4 juni 2017 in het Ivoriaans voetbalelftal, tijdens een met 5–0 verloren oefeninterland in en tegen Nederland. Hij behoorde twee jaar later tot de Ivoriaanse ploeg op het Afrikaans kampioenschap 2019, zijn eerste eindtoernooi. Hierop was hij een van de doelpuntenmakers in een met 1–4 gewonnen groepswedstrijd tegen Namibië.
1 Fabiański ·
3 Cresswell ·
4 Soler ·
5 Coufal ·
7 Summerville ·
8 Ward-Prowse ·
9 Antonio ·
10 Paquetá ·
11 Füllkrug ·
14 Kudus ·
15 Mavropanos ·
17 Guilherme ·
18 Ings ·
19 Álvarez ·
20 Bowen  ·
21 Foderingham ·
23 Aréola ·
24 Rodríguez ·
25 Todibo ·
26 Kilman ·
28 Souček ·
29 Wan-Bissaka ·
33 Palmieri ·
34 Ferguson ·
39 Irving ·
57 Scarles ·
Coach: Potter
· Assistent-coach: Saltor